# فيرنر وينسمان
فيرنر وينسمان ولد في كندا كان حكم كرة قدم. كان مسؤولاً في كأس العالم 1974 كحكم و مساعد، ومساعد في كأس العالم 1978 شغل منصب مساعد (يسمى الان حكم مساعد). هو الحكم الكندي الوحيد الذي اختير في كأس العالم. عمل أيضًا في بطولات كرة القدم والأولمبيات 1972 و1976.